# M59 (бронетранспортёр)
M59 (англ. Armored Personnel Carrier M59) — бронетранспортёр США 1950-х годов. Был разработан в 1951—1953 годах на роль стандартного бронетранспортёра армии, в качестве дешёвой замены более раннего гусеничного бронетранспортёра M75.
Транспортер M59 может нести до 10 солдат пехоты. Oснащён 12,7-мм пулемётом  М2.

## Разработка
Работы по разработке замены M75 начались в конце 1951 года, когда корпорация Food Machinery and Chemical Corporation (FMC) произвела несколько прототипов. Лучший из них, T59, был выбран и классифицирован как M59 в мае 1953 года. FMC получил контракт на производство.
Чтобы снизить затраты, вместо одного большого мощного двигателя, БТР использовал два меньших, менее мощных двигателя для грузовых автомобилей, установленных по одному с каждой стороны корпуса. Ненадежность этой силовой системы, наряду с пониженной бронeзащитой по сравнению с M75, были основными недостатками этого БТР.

## Производство

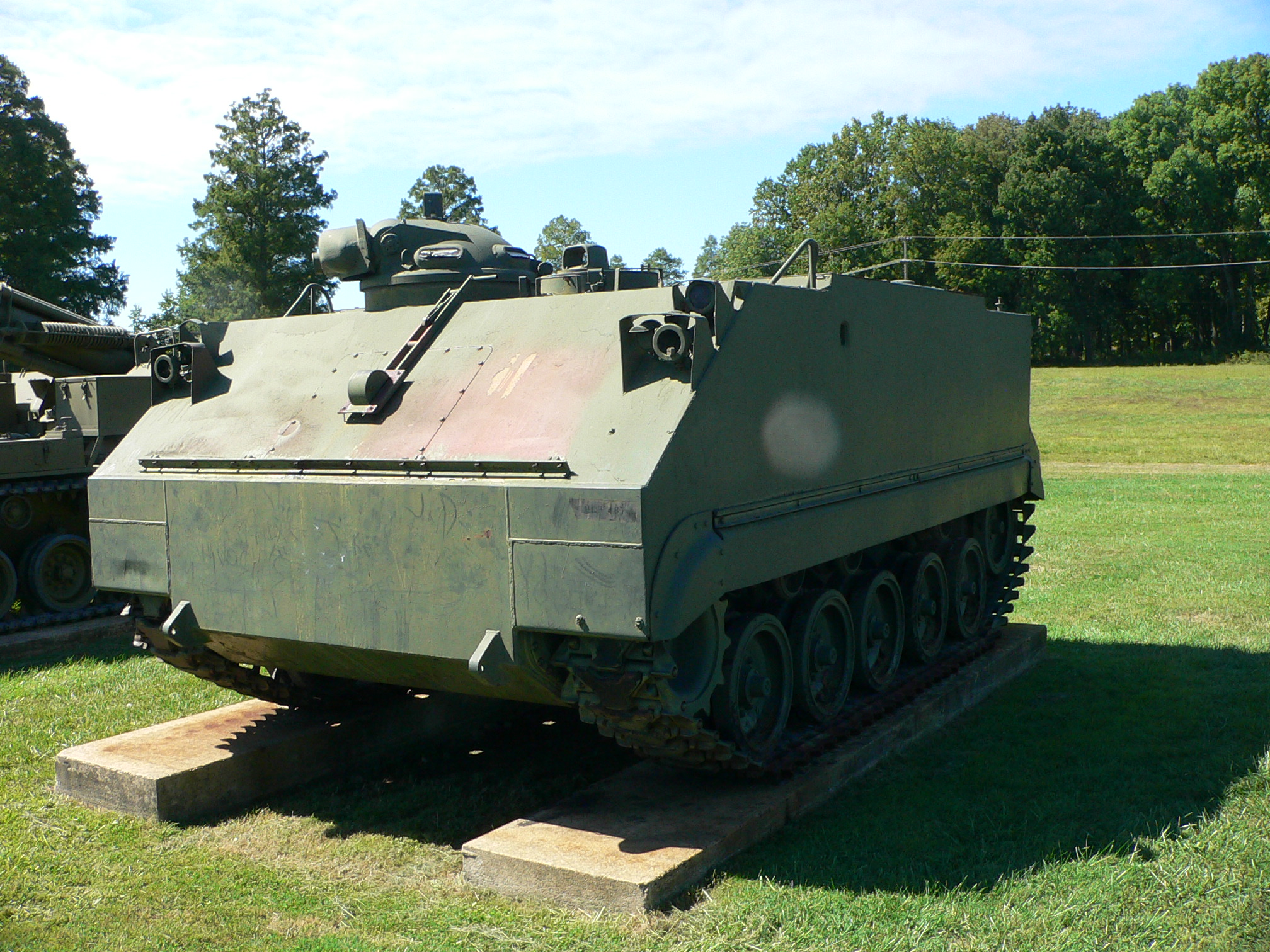
M59 в музее Абердинского танкового полигона

Серийное производство M59 осуществлялось с 1953 по 1960 год, всего было выпущено более 6 300 машин этого типа. Хотя M59 оказался более удачным, чем его предшественник, он имел ряд недостатков, основными из которых являлись сравнительно большая масса при невысокой удельной мощности двигателя, что повлекло разработку бронетранспортёра M113, сменившего M59 на сборочных линиях.

## Модификации
Помимо базового варианта бронетранспортёра, M59 послужил базой для самоходного миномёта M84 и ряда экспериментальных машин. Служба M59 оказалась сравнительно недолгой, уже ко времени вступления США во Вьетнамскую войну он был в основном заменён M113.